# ستيفن بيترسون
ستيفن بيترسون (بالإنجليزية: Stephen Petterson) هو لاعب رماية نيوزيلندي، ولد في 2 أغسطس 1957.

## وصلات خارجية
- ستيفن بيترسون على موقع أوليمبيديا (الإنجليزية)
- ستيفن بيترسون على موقع اتحاد ألعاب الكومنولث (مؤرشف) (الإنجليزية)